# Boscs Zartschrecke
Boscs Zartschrecke (Leptophyes boscii), auch Gelbstreifige Zartschrecke, gehört innerhalb der Unterordnung der Langfühlerschrecken zur Unterfamilie der Sichelschrecken. Sie ist nach dem französischen Naturforscher Louis Augustin Guillaume Bosc benannt.

## Merkmale
Boscs Zartschrecke ähnelt der Gestreiften Zartschrecke, ist jedoch mit einer Länge von 13 bis 18 Millimetern (Männchen) und 16 bis 20 Millimetern (Weibchen) größer. Sie besitzt einen dicken, spitz zulaufenden Hinterleib und einen leicht sattelförmigen Halsschild. Die Flügel sind sehr kurz, die dunkel gestreiften Fühler erreichen in etwa Körperlänge. Die Grundfarbe ist hellgrün. Ihr Körper ist von kleinen dunklen Punkten überzogen, die diesen dunkler erscheinen lassen. Vom Auge bis zum Halsschild-Hinterrand zieht sich ein hellgelber Streifen, der in einem breiteren gelben Band bis zum Hinterleibsende fortgesetzt wird. Unterhalb von dem Band auf dem Hinterleib befindet sich ein parallel verlaufendes schwarzes Band. Beide Bänder können beim Weibchen fehlen. Die Flügelränder sind schwarz gefärbt, ihre restlichen Partien sind braun.

## Lebensweise und Verbreitung
Boscs Zartschrecke lebt in lichten Wäldern und an Waldrändern. Ihr Verbreitungsgebiet erstreckt sich in Südosteuropa  von Süd- und Ostösterreich und Südtirol über Slowenien, Kroatien, Bosnien und Herzegowina, Serbien und Montenegro, Ungarn und Makedonien bis nach Griechenland, Rumänien und Bulgarien. Einzelne Exemplare dieser Art wurden auch in Südost-Frankreich gefunden. Die Imagines treten von Juli bis September auf.